# Juste fais là !
Albums de Svinkels
Tapis rouge
Juste fais là ! est le premier maxi des Svinkels, composé de 8 titres et sorti en 1998.

## Liste des titres
1. L'Odeur
2. La Volga
3. Céréal killer
4. Skunk funk
5. Le Métro
6. J'pète quand j'crache
7. Juste fais là
8. Rappel